# Projekte-Verlag Cornelius
Der Projekte-Verlag Cornelius GmbH war ein deutscher Buchverlag mit Sitz in der Lutherstadt Eisleben.

## Geschichte
Am 28. Oktober 1990 wurde die Firma JUCO als Sport- und Kulturverlag in Halle (Saale) gegründet. Im Dezember 1991 wurde sie zur JUCO GmbH. Seit dem Jahr 2000 trat sie gemeinsam mit dem Projekte-Verlag 188 aus Halle (Saale) mit verschiedenen Publikationen in Erscheinung. Seit 2007 firmierten beide gemeinsam unter dem Namen Projekte-Verlag Cornelius GmbH. Der Verlag war bei den Großhändlern Koch, Neff und Volckmar (KNV), Libri und Umbreit gelistet.
Anfänglich prägten Regionales und Zeitzeugen-Berichte das Profil beider Verlage. Ab 2000 kamen Sachbücher und Belletristik dazu. In der Rubrik Sachbuch werden Biografien von Persönlichkeiten der Geschichte, Lexika, philosophische Schriften sowie technische, historische und naturwissenschaftliche Abhandlungen und Nachschlagewerke veröffentlicht. Das belletristische Angebot enthielt neben Romanen, Erzählungen und Lyrik auch Science-Fiction, Kinderbücher und Reisebeschreibungen. Gegenwartsbezogene Veröffentlichungen werden ergänzt durch eine „Klassische Reihe“, in der Schriftsteller wie Wilhelm Müller, Adelbert von Chamisso, Joseph von Eichendorff, Paul Fleming, Gottfried August Bürger, Gotthold Ephraim Lessing bis Walter Bauer erschienen.
Schwerpunkt des Verlages waren die Editionen Cornelius, Ammonit und Korit. In der Edition Cornelius erschienen Autoren der letzten Jahrzehnte mit neuen Werken: Volker Braun, Róža Domašcyna, Barbara Schaeffer-Hegel, Rosemarie Fret, Christa und Gerhard Wolf. Die Edition Ammonit enthielt Romane und Zeitzeugenberichte von unbekannten Autoren. Die Bücher gründeten sich auf geschichtliche Vorgänge, die dokumentiert worden waren. Vorlagen waren Berichte und Chroniken, Eintragungen in Registraturen und Kirchenbüchern und eigene Erfahrungen, die in literarische Stoffe verwandelt wurden. Die Edition Korit widmete sich noch unbekannten Autoren von Unterhaltungs- und Kinderliteratur. Der Verlag betreute ein Verlagsprogramm, das Autorenprogramm, Zeitzeugenberichte und Sachbücher. Ein Teil der Bücher war auch als E-Book erhältlich.
Besonderes Merkmal des Projekte-Verlag Cornelius war die angeschlossene Buchfabrik Halle, die ihre Wurzeln in der JUCO GmbH hatte, und im Dezember 2013 wie der Rest des Unternehmens in die Lutherstadt Eisleben umzog. Die Buchfabrik war eine Digitaldruckerei und Buchbinderei (Paperback und Hardcover), die eine Buchproduktion im eigenen Haus ermöglichte. Darüber hinaus war sie deutschlandweit für andere Verlage, Druckhäuser und private Auftraggeber tätig.
Die Verlagsgesellschaft ist nach einem Insolvenzverfahren im Jahr 2014 erloschen.
Der Verlag erschien, da er offenbar auch als Publikationsdienstleister arbeitete und in ungeklärtem Umfang Autoren an den Kosten von Erstauflagen beteiligte, in mehreren im Internet kursierenden Listen sogenannter „Druckkostenzuschussverlage“, wogegen sich der Verlag in einem offenen Brief zur Wehr zu setzen versuchte.